# Lincoln Acres

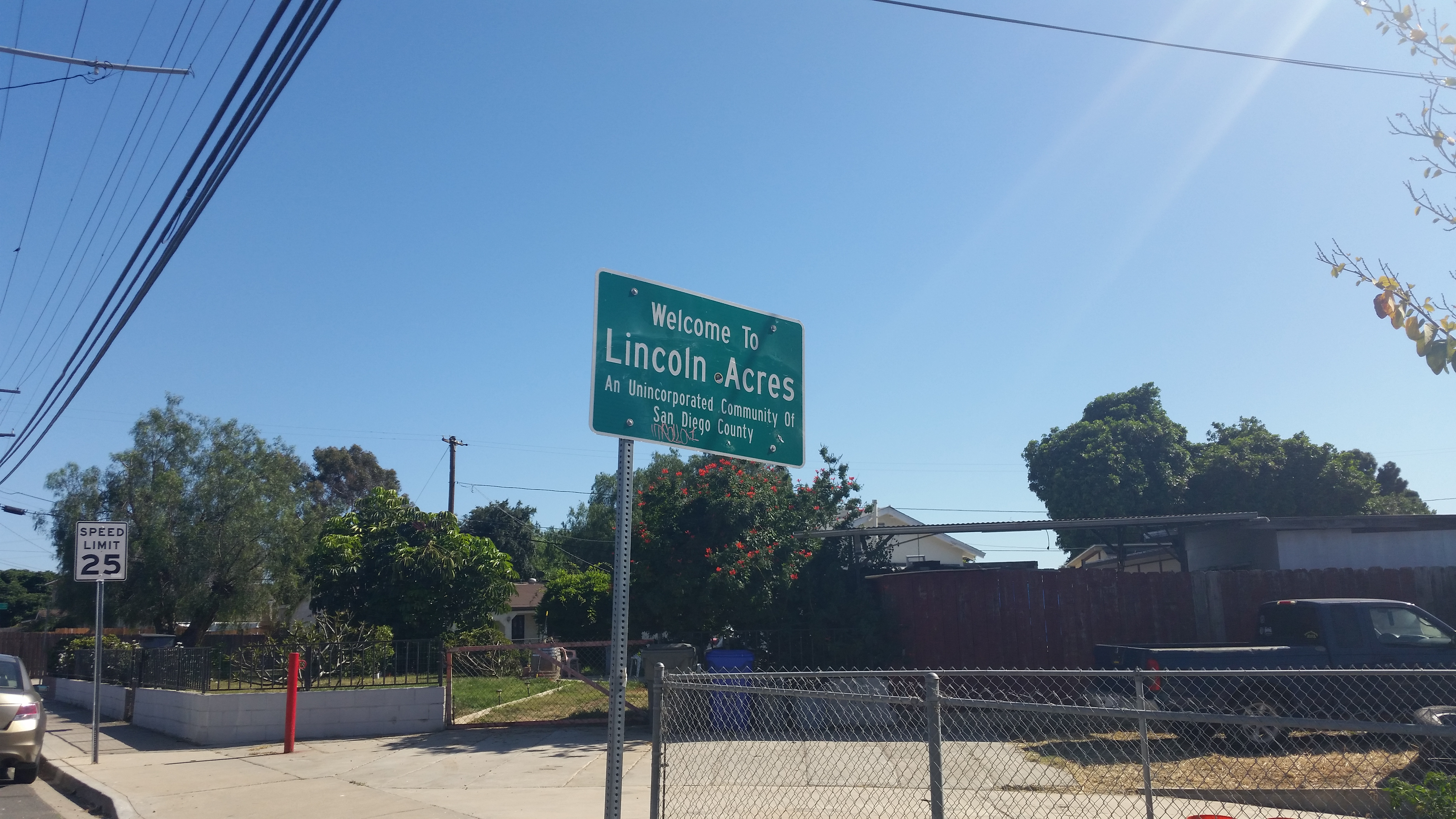

Lincoln Acres es un área no incorporada ubicada en el condado de San Diego en el estado estadounidense de California. Lincoln Acres empezó a ser poblada por primera vez desde la Gran Depresión por granjeros del Dust Bowl. La localidad se encuentra ubicada completamente dentro de los límites de la ciudad de National City al oeste de la Interestatal 805.

## Geografía
Lincoln Acres se encuentra ubicada en las coordenadas 32°40′N 117°4′O / 32.667, -117.067. 